# Leslie David Baker
Leslie David Baker (Chicago, 19 februari 1958) is een Amerikaans acteur en stemacteur.

## Biografie
Baker studeerde af met een Bachelor of Science in psychologie aan de Loyola-universiteit Chicago en met een Master of Science aan de Spertus Institute for Jewish Learning and Leadership in Chicago.
Baker begon in 1999 met acteren in de televisieserie Action, waarna hij nog meerdere rollen speelde in televisieseries en films. Hij is vooral bekend van zijn rol als Stanley Hudson in de televisieserie The Office US (188 afleveringen in de periode 2005-2013). Voor deze rol werd hij in 2009, 2010, 2011, 2012 en 2013 samen met de cast genomineerd voor een Screen Actors Guild Award, in 2007 en 2008 won hij samen met de cast deze prijs daadwerkelijk. In 2008 won hij samen met de cast de TV Land Award.

## Filmografie

### Films
Uitgezonderd korte films.
- 2023: Hard Miles - als Skip Bowman
- 2021: Vivo - als buschauffeur in Florida (stem)
- 2018: The Happytime Murders - als Banning
- 2017: Fallen Stars - als Ron
- 2017: Captain Underpants: The First Epic Movie - als McPiggly (stem)
- 2015: When Duty Calls - als Clyde Pierce
- 2014: Wish I Was Here - als acteur op auditie
- 2005: Elizabethtown - als vliegveldbeveiliger
- 2001: Road to Redemption - als chauffeur sleepwagen

### Televisieseries
Uitgezonderd eenmalige gastrollen.
- 2023: Fired on Mars - als Hubert Danielson (stem) - 6 afl.
- 2017-2022: Puppy Dog Pals - als diverse stemmen - 80 afl.
- 2020-2022: Doug Unplugs - als oom Forkrick (stem) - 20 afl.
- 2021: Tom and Jerry in New York - als mr. Piper (stem) - 2 afl.
- 2019: Living the Dream - als Marvin Pepper - 6 afl.
- 2017: Raven's Home - als schoolhoofd Wentworth - 2 afl.
- 2016: Still the King - als Curtis - 9 afl.
- 2016: Scorpion - als rechter Tanniston - 2 afl.
- 2005-2013: The Office US - als Stanley Hudson - 188 afl.
- 2001-2003: The Guardian - als Teddy Desica - 3 afl.

- Library of Congress Control Number: no2016135259
- MusicBrainz: ac3559a8-aadc-4dd1-bd6f-8b2f1143dd75
- Virtual International Authority File: 97147663089960552152
- WorldCat: E39PBJjdk6bdv3jk4xfYPwrTHC